# Lepanthes otara
Lepanthes otara är en orkidéart som beskrevs av Carlyle August Luer. Lepanthes otara ingår i släktet Lepanthes och familjen orkidéer. Inga underarter finns listade i Catalogue of Life.